# Leonnates nierstraszi
Leonnates nierstraszi är en ringmaskart som beskrevs av Horst 1924. Leonnates nierstraszi ingår i släktet Leonnates och familjen Nereididae. Inga underarter finns listade i Catalogue of Life.